# Louis Braillard
Pour les articles homonymes, voir Braillard.

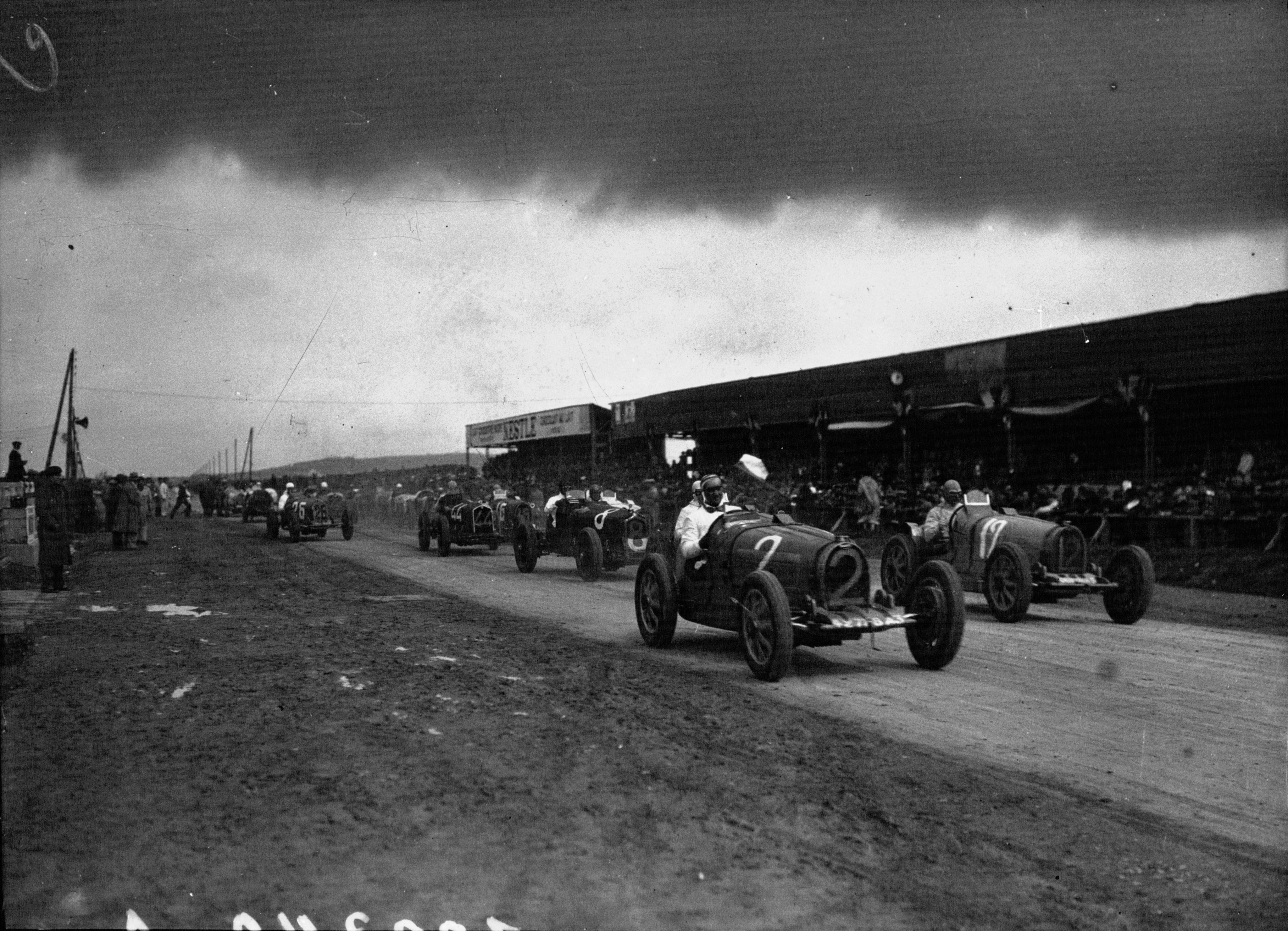
Louis Braillard au départ du Grand Prix de Tunis 1933 (no 2 et 11e sur Bugatti Type 35B).

Louis Braillard, né le 25 décembre 1906 à Renens dans le canton de Vaud et mort en 1996 à 90 ans, est un pilote automobile suisse de Grand Prix automobile, devenu également directeur de sa propre écurie automobile avant la Seconde Guerre mondiale.

## Biographie
Sa carrière personnelle en compétition s'étale de 1932 à 1934, essentiellement sur Bugatti Type 35B privée.
En 1933, il s'associe au pilote français Benoît Falchetto, alors qui il vient de remporter un Grand Prix, pour fonder l'Écurie Braillard (sl) financée par sa sœur Nelly, l'épouse de Willy Escher, qui était l'actionnaire majoritaire du Nestlé. Falchetto reste dans l'équipe jusqu'en 1935. En 1934, la seconde Maserati 8CM de l'écurie est confiée à Robert Brunet, en lieu et place de Braillard (essentiellement pour quelques courses de 1935). Raymond Sommer, l'américain Pete DePaolo (GP de l'ACF 1934) et José Scaron pilotent également à un moment ou un autre pour Louis Braillard, qui remporte 2 courses avec Falchetto en près de 25 apparitions sur plus de deux saisons. L'équipe est dissoute à la fin de l'année 1935.

## Palmarès personnel
- Grand Prix automobile d'Albi, en 1933 (première édition, sur Bugatti Type 51 au circuit des Planques)
  - 4e du Grand Prix de Picardie, en 1934
  - 5e du Grand Prix de Nîmes, en 1933
  - 6e du Grand Prix automobile de La Baule, en 1933
  - 7e du Grand Prix de Marseille, en 1932
  - 11e du Grand Prix de Tunis en 1933

## Victoires de l'écurie Braillard
- 1934 : Grand Prix de Picardie, Benoît Falchetto sur Maserati 8CM
- 1934 : Grand Prix de l'UMF, Benoît Falchetto sur Maserati 8CM[2].